# Tomàs Cusiné Barber
Tomàs Cusiné Barber (Mollerussa, Pla d'Urgell, 1962) és un enòleg i empresari català, considerat per amplis sectors del món de l'enologia com un dels millors assembladors de vins de l'estat espanyol. Fou responsable dels cellers Castell del Remei (D.O. Costers del Segre) entre 1985 i 2003 i del Celler de Cantonella, elaborador a la Pobla de Cérvoles dels vins Cérvoles (D.O. Costers del Segre) entre 1997 i 2003, quan fundà al Vilosell el celler que porta el seu nom, Tomàs Cusiné, també dins la D.O. Costers del Segre. D'aquest celler, situat a 720 m d'altitud i amb les vinyes principalment plantades en terrenys calcaris orientats a la cara nord de la Serra de la Llena, en sortí el vi blanc Auzells i vins negres com Vilosell, Llebre o Geol (alguns d'ells guardonats amb més de 90 punts a les guies Tanzer, Parker o Peñín) i altres vins de finca, com Comabarra, premiat com el segon millor gran vi d'Espanya l'any 2015.
L'any 2014 tornà al capdavant del Castell del Remei i Cantonella, rebatejant aquest últim amb el nom de Cérvoles Celler, d'on n'han sortit vins com l'Estrats, premiat amb una Gran Medalla d'or al Catavinum 2017. Per altra banda, la firma Tomàs Cusiné ha transcendit els límits de la denominació d'origen que li és pròpia amb la creació de Cara Nord Celler, que s'inscriu en la D.O. Conca de Barberà i la producció del vi anomenat Mineral, D.O. Montsant. Des del mateix 2014 és el president de la ruta del vi de Lleida-Costers del Segre. És considerat el principal coneixedor de la D.O. Costers del Segre, així com un dels grans noms de la indústria vitivinícola a Catalunya, tot apostant per una transformació progressiva de la seva producció vers l'agricultura ecològica.